# Anogmus noyesi
Anogmus noyesi är en stekelart som beskrevs av Dzhanokmen 2001. Anogmus noyesi ingår i släktet Anogmus och familjen puppglanssteklar.
Artens utbredningsområde är Uzbekistan. Inga underarter finns listade i Catalogue of Life.